# Euskal Herria Bai
Euskal Herria Bai (EH Bai; «Euskal Herria Sí» en euskera) es el nombre de una formación política del País Vasco francés de ideología nacionalista vasca de izquierda, creada inicialmente como coalición electoral entre Abertzaleen Batasuna, Eusko Alkartasuna y Batasuna, y que en 2013 se convirtió oficialmente en la plataforma política común de dichas fuerzas. Tiene una relación preferente en España con Euskal Herria Bildu orientada a la creación de un Estado vasco para Euskal Herria.

## Formación
La coalición Euskal Herria Bai se formó a iniciativa de Abertzaleen Batasuna (AB) para concurrir junto con Eusko Alkartasuna (EA) y Batasuna a las elecciones legislativas francesas de 2007. De esta coalición quedó fuera el PNB (Partido Nacionalista Vasco en Francia), ya que tras el atentado de ETA en Barajas el 30 de diciembre de 2006, esta formación decidió abandonar las negociaciones que mantenía con el resto de integrantes de EH Bai y no ir a las elecciones en la misma lista que Batasuna, dando su apoyo para las legislativas al Movimiento Demócrata de François Bayrou. El PNB adujo que Batasuna no había condenado el atentado ni expresado su disposición a desligarse de la violencia de ETA.
En vista de que los resultados obtenidos fueron satisfactorios para la coalición, sus integrantes decidieron mantenerla para las elecciones cantonales y municipales de 2008 y 2011.
El 9 de febrero de 2013, Euskal Herria Bai se constituyó oficialmente en plataforma política con la pretensión de ser un referente político común y permanente de la izquierda abertzale, AB, EA y los independientes que suscribieron dicho acuerdo, respetando "las diferencias estratégicas de cada uno". Asimismo, destacaron entre sus prioridades comunes el reconocimiento de Euskal Herria como nación, la resolución del "conflicto vasco", la consecución de un estatuto institucional y lingüístico propio para el País Vasco francés, y la búsqueda de un sistema económico y social justo y equitativo. El 20 de diciembre de 2014 aprobó su convergencia como movimiento unitario de la izquierda abertzale del País Vasco francés, relegando a los partidos integrantes de las decisiones políticas, ya que solo un tercio de la dirección pertenecerá a alguno de ellos.
Respecto a los partidos que lo integran, EA y AB también forman parte en Francia de la Federación de Regiones y Pueblos Solidarios. Por su parte, Batasuna se disolvió en enero de 2013 y sus militantes se integraron en Sortu, sin que esto afectara a los acuerdos anteriormente alcanzados.

## Procesos electorales

### Elecciones legislativas de 2007
En 2007 se presentó a las elecciones legislativas francesas. Tal como habían previsto quedaron bastante lejos del 15% que habían citado como referencia, obteniendo, en la primera vuelta, 10.781 votos (un 7,99%) superando el conjunto de votos que los nacionalistas vascos obtuvieron en 2002, unos 10.600 y el 7,42% de los sufragios pero sin superar los votos que los partidos nacionalistas vascos obtuvieron en las legislativas de 1997, cuando AB, en coalición con Eusko Alkartasuna y el PNB, obtuvo 11.297 votos y el 9,3% de los sufragios.
Sus mejores resultados fueron en la VI circunscripción (interior), donde obtuvo, en los territorios vascos, un 13,05% de los votos, y en la IV circunscripción (sur de Labort) con el 9,09%. Asimismo la coalición consiguió ser la fuerza más votada en seis pequeñas localidades, de menos de 300 habitantes (Musculdy, Ossas-Suhare, Bunus, Gamarthe, Ostabat-Asme y Lichans-Sunhar). Sin embargo, el cuarto puesto conseguido en las tres circunscripciones en las que se presentó, siempre por debajo del 12,5% de los sufragios exigido, impidió que sus candidatos pasaran a la segunda vuelta en ningún caso y EH Bai dejó en manos de sus votantes a quien votar en dicha segunda vuelta.

#### Programa político
Los principales planteamientos de su programa político para las legislativas de 2007 fueron:
- Consulta popular sobre la creación de un departamento propio para el País Vasco francés. Petición de un techo competencial superior al de los departamentos.
- Reconocimiento del euskera como lengua cooficial del territorio junto al francés. Promoción activa de la lengua.
- Defensa de un proceso de resolución democrática del conflicto vasco.
- La defensa única de métodos democráticos y políticos para conseguir objetivos.
- Desarrollo de las relaciones con el País Vasco y Navarra.
- Puesta en práctica de estrategias de desarrollo sostenible, incluyendo la paralización de todas las infraestructuras de transporte en desarrollo.
- Defensa de unas condiciones de vida y trabajo dignos.

#### Resultados
Los resultados por circunscripciones en la primera vuelta fueron los siguientes:
- Marie-Léonie Aguergaray obtuvo 3.421 votos (6,57%) en la cuarta circunscripción de Pirineos Atlánticos (Olorón-Santa María, Mauleón-Licharre y San Juan de Pie de Puerto). Considerando solo los territorios del País Vasco incluidos en dicha circunscripción, los resultados fueron mucho mejores: 3.312 votos (13,05%).
- Miguel Torre obtuvo 2.247 votos (4,50%) en la quinta circunscripción (Bayona).
- Beñat Elizondo obtuvo 5.104 votos (9,09%) en la sexta circunscripción (Biarritz y Hendaya).

### Elecciones cantonales de 2008
Los integrantes de Euskal Herria Bai mantuvieron la coalición para las elecciones cantonales francesas del 9 y 16 de marzo de 2008, aunque no para las municipales. Las elecciones cantonales sirven para escoger a los representantes de los distintos cantones en el Consejo General de Pirineos Atlánticos. Los representantes de la mitad de los cantones se renuevan cada tres años. En dichas elecciones EH Bai se presentó en once cantones que debían renovar su representación, con el objetivo de revalidar el escaño que, por el cantón de San Esteban de Baigorry, ostentaba Jean Michel Galant, de Abertzaleen Batasuna.
El candidato de EH Bai fue el más votado en la primera vuelta en San Esteban de Baigorry (31,80% de los votos válidos, con 1300 sufragios, superando el 29,11%, con 1.188 papeletas de hace siete años). Sin embargo Galant no consiguió renovar su escaño en el Consejo General ya que a diferencia de en las anteriores elecciones, el centro-derecha presentaba un único candidato, Jean-Baptiste Lambert (en lugar de dos), que superó en la segunda a Galant (Galant obtuvo 1.836 votos y el 48,8%, mientras que Lambert, logró 1.926 votos y el 51,2%).
Además de en San Esteban de Baigorry, en el cantón de Ustáriz EH Bai también consiguió acceder a la segunda vuelta, aunque el candidato Mixel Mendiboure no logró el escaño en juego.
En el cantón de San Pedro de Irube se dio la circunstancia de que Alain Iriart, de Abertzaleen Batasuna, y alcalde de San Pedro de Irube, se presentó al margen de la coalición (que presentaba a su propio candidato) con el apoyo del centro-derecha y de su antecesor, el antiguo socialista Jean-Pierre Destrade. Iriart consiguió mayoría absoluta en la primera vuelta.
En total, EH Bai obtuvo 12.302 votos en la primera vuelta de las cantonales, lo que supuso un 13,73% de los votos válidos. El PNB, que se presentaba por separado, presentó candidaturas en dos cantones, compitiendo con EH Bai y obteniendo en total 1.891 votos.

### Elecciones al Parlamento Europeo de 2009
Euskal Herria Bai no concurrió a las elecciones europeas de 2009. Sin embargo, tanto Eusko Alkartasuna como Abertzaleen Batasuna dieron su apoyo a la candidatura ecologista apoyada por la Federación de Regiones y Pueblos Solidarios, Europe Écologie, cuyo cabeza de lista en la circunscripción suroeste era el activista antiglobalización José Bové. Una militante de Abertzaleen Batasuna, Menane Otxandabaratz, ocupó el octavo puesto de la candidatura en dicha circunscripción. Por su parte, Batasuna promovió la candidatura Euskal Herriaren Alde.

### Elecciones cantonales de 2011
El 20 y 27 de marzo de 2011 se celebraron las elecciones cantonales en la mitad de los cantones del departamento de Pirineos Atlánticos. Euskal Herria Bai obtuvo 3.931 votos, el 11,62%, consiguiendo pasar a la segunda vuelta solamente en una circunscripción, la de Yoldi, de las 10 en las que se votó en el País Vasco francés. Sumando los resultados obtenidos en los otros 11 cantones en 2008, dieron un total  de 16.233 votos, el 12,84%, en el conjunto del País Vasco francés.
El PNB también se presentó, pero solo en dos cantones, sacando 346 votos. Sumando los 1.891 de 2008, 5.247 de Alain Iriart (cantón de San Pedro de Irube, en 2008) y los 16.233 de EH Bai, los candidatos abertzales sacaron 23.717 votos, el 18,76% en ambas elecciones, gracias a la popularidad de Iriart, que fue apoyado por el centroderecha y algunos socialistas.

### Elecciones legislativas de 2012
Para las elecciones legislativas de junio de 2012, Abertzaleen Batasuna (AB) invitó a Batasuna y Eusko Alkartasuna (EA) a consolidar la apuesta unitaria por Euskal Herria Bai. Batasuna aceptó renovar la coalición, pero la asamblea de militantes de EA decidió desmarcarse de la misma, adoptando la decisión de sumarse a Europe Écologie-Les Verts (EELV) y apoyar a la candidata de dicha formación, Eva Joly, en las presidenciales. EA afirmó que su rechazo a integrarse en la coalición era fruto del rechazo de Batasuna a que la formación ecologista también participase en Euskal Herria Bai. La candidatura presidencial de Joly recibió el apoyo no solo de EELV, sino también de la Federación de Regiones y Pueblos Solidarios  (RPS), de la que tanto EA como AB forman parte. Por otra parte, tanto Batasuna como AB dieron libertad de voto en las presidenciales.
Finalmente, aunque sus candidatos no consiguieron escaño, Euskal Herria Bai —con 11.518 votos (8,80%)— consiguió convertirse en la tercera fuerza política en el conjunto del País Vasco francés en la primera vuelta de las elecciones legislativas. Por su parte, Amalur, la coalición entre EELV y EA, obtuvo 4.101 votos (3,16%); y el PNB, 1.445 votos (1,79%). Por circunscripciones del departamento de Pirineos Atlánticos, los resultados de EH Bai fueron los siguientes:
- Anita Lopepe obtuvo 3.492 votos (6,80%) en la cuarta circunscripción (Olorón-Santa María, Mauleón-Licharre y San Juan Pie de Puerto).[30]
- Laurence Hardouin obtuvo 2.626 votos (5,28%) en la quinta circunscripción (Bayona).[31]
- Peio Etcheverry-Ainchart obtuvo 5.400 votos (9,78%) en la sexta circunscripción (Biarritz y Hendaya), convirtiéndose en la tercera fuerza más votada por dicha circunscripción.[28][32]

### Elecciones cantonales de 2015
El 22 de marzo de 2015, EH Bai consiguió un total de 17.779 votos (16,09%) en la primera vuelta de las elecciones cantonales, consiguiendo pasar a la segunda vuelta en cinco cantones del País Vasco francés (de un total actual de 12): Montaña Vasca (22,05%), Ustáriz-Valles de Nive y Nivelle (18,02%), País de Bidache, Amikuze y Ostibarre (20,83%), San Juan de Luz (14,94%) y Nive-Adur (37,90%). Fue la primera fuerza en este último, segunda en los otros cuatro y tercera en los cantones de Hendaya (13,62%) y de Baigura y Mondarráin (18,16%), aunque en estos últimos no consiguió pasar a la segunda vuelta. Tras estos resultados, el Partido Socialista anunció su apoyo a EH Bai en San Juan de Luz.
Finalmente, en la segunda vuelta celebrada el 29 de marzo, EH Bai obtuvo un 78,05% de los votos en el cantón de Nive-Adur, obteniendo un escaño, el de Alain Iriart, que compartía candidatura con Fabienne Ayensa, alcaldesa de Briscús, que se presentó como independiente siendo igualmente elegida. No consiguió representación en ninguno de los otros cuatro cantones. En San Juan de Luz, la candidatura de EH Bai apoyada por el Partido Socialista obtuvo el 45,40% de los votos, en Ustáriz-Valles de Nive y Nivelle alcanzó el 44,43%, en Montaña Vasca el 42,87% y en País de Bidache, Amikuze y Ostibarre el 38,14%.

### Elecciones legislativas de 2017
En las elecciones legislativas de 2017 EH Bai incrementó sus sufragios y fue la tercera fuerza del País Vasco francés con 12.665 votos (10,42%), por detrás de En Marcha y Los Republicanos y por delante del Frente Nacional y del Partido Socialista, superando por primera vez a estos últimos. 
En la sexta circunscripción Peio Etcheverry-Ainchart alcanzó el 12% (6.191 votos) y en la quinta Laurence Hardouin un 5,66% (2.675 votos). En la cuarta circunscripción, que incluye cantones vascos y bearneses, contando la parte vasca Anita Lopepe habría logrado un empate técnico con el segundo clasificado, el veterano Jean Lassalle.

### Elecciones cantonales de 2021
El 20 de junio de 2021, EH Bai consiguió un total de 20.822 votos (24,63%) en la primera vuelta de las elecciones cantonales, consiguiendo pasar a la segunda vuelta en siete cantones del País Vasco francés (de un total actual de 12): Montaña Vasca (36,92%), Ustáriz-Valles de Nive y Nivelle (29,01%), País de Bidache, Amikuze y Ostibarre (24,54%), San Juan de Luz (39,00%), Nive-Adur (27,12%), Baigura y Mondarráin (35,99%) y  
Hendaya (29,31%). Fue la primera fuerza en este último.
Finalmente, en la segunda vuelta celebrada el 27 de junio, EH Bai ganó en Hendaya con un 52,18% frente al 47,82% de la pareja socialista, siendo elegidos Iker Elizalde y Annie Poveda para representar al cantón en el consejo departamental de los Pirineos Atlánticos. No consiguió representación en ninguno de los otros seis cantones. La candidatura de EH Bai obtuvo el 40,80% en Montaña Vasca, el 41,80% en Ustáriz-Valles de Nive y Nivelle, el 36,51% en País de Bidache, Amikuze y Ostibarre, el 44,50% en San Juan de Luz, el 39,34% en Nive-Adur y el 39,56% en Baigura y Mondarráin.

## Resultados electorales

### Asamblea Nacional de Francia
|  | 8,11 % |

|  | 8,81 % |

|  | 10,00 % |

|  | 13,03 % |

|  | 29,42 % |

|  | 36,28 % |

### Departamento de Pirineos Atlánticos
| Año  | 1.ª vuelta | 1.ª vuelta | 1.ª vuelta | 2.ª vuelta | 2.ª vuelta | 2.ª vuelta |
| Año  | Votos      | %          | Consejeros | Votos      | %          | Consejeros |
| ---- | ---------- | ---------- | ---------- | ---------- | ---------- | ---------- |
| 2008 | 12 302     | 13,75      | 0/24       |            |            | 0/24       |
| 2011 | 16 233     | 12,84      | 0/24       |            |            | 0/24       |
| 2015 | 17 779     | 16,09      | 0/24       | 25 332     | 24,29      | 2/24       |
| 2021 | 20 821     | 24,68      | 0/24       | 23 505     | 27,47      | 2/24       |